# Volkan Özdemir
Volkan Özdemir, född 19 september 1989 i Fribourg, är en schweizisk MMA-utövare som sedan 2017 tävlar i organisationen Ultimate Fighting Championship. Özdemir har en schweizisk mor och en turkisk far.